# Amatuku
Amatuku – wyspa na Oceanie Spokojnym; jedna z wysp atolu Funafuti, należącego do archipelagu Tuvalu. Na wyspie znajduje się jedna osada o tej samej nazwie, zajmująca powierzchnię 0,07 km². W 2002 roku miejscowość zamieszkiwały 52 osoby, a w 2012 roku – 128.
Na wyspie znajduje się siedziba założonego w 1979 Tuvalu Maritime Training Institute, w którym obywatele Tuvalu są szkoleni, by móc później pracować na statkach oceanicznych. Wyspa posiada własne zasilanie w energię elektryczną. Na Amatuku racjonowana jest woda pitna.
Jest to wyspa o trójkątnym kształcie. Według danych z 1996, liczy ponad 700 m długości i szerokość maksymalną 180 m. Według starszych danych z 1989 ma 550 m długości. Przed II wojną światową Amatuku nie było zamieszkane na stałe. Podczas II wojny światowej istniała grobla łącząca Amatuku z Mulitefala.